# Solnisko (Pasmo Jałowieckie)
Solnisko (882 m), Solniska – szczyt w Paśmie Jałowieckim, które w regionalizacji fizycznogeograficznej Polski według Jerzego Kondrackiego zaliczane jest do Beskidu Makowskiego, w nowszej regionalizacji z 2018 roku do Beskidu Żywiecko-Orawskiego, a w najszerszym ujęciu do Beskidu Żywieckiego. Solnisko znajduje się w tym paśmie pomiędzy szczytem Arcygłówka i przełęczą Kolędówki.
Solnisko to mało wybitny szczyt. Z jego całkowicie porośniętych lasem północnych stoków spływa Janicki Potok uchodzący do Stryszawki. Stoki te trawersuje stokowa droga leśna do zwózki drzewa. Natomiast na południową stronę (do doliny Skawicy) opada niski, płaski i bezleśny grzbiet zajęty przez pola i zabudowania osiedli Zawoi. Budynki tych osiedli dochodzą aż do samego grzbietu pasma, do przełęczy po obydwu stronach Solniska. Od południowej strony porośnięty lasem jest tylko sam wierzchołek Solniska i krótki fragment górnych stoków.
Przez szczyt Solniska biegnie granica między miejscowościami Stryszawa i Zawoja, obydwie w powiecie suskim, w województwie małopolskim, nieco po północnej stronie Solniska, grzbietem Pasma Jałowieckiego prowadzi żółto znakowany szlak turystyczny. Przy szlaku tym, po obydwu stronach Solniska znajdują się dwie kapliczki. Dzięki otwartym przestrzeniom pól uprawnych ze szlaku rozpościera się dobry widok na Pasmo Babiogórskie, Pasmo Policy i dolinę Skawicy.

## Szlak turystyczny
przełęcz Przysłop – Kiczora – Arcygłówka – Solnisko – Kolędówki – Kolędówka – Babiarzówka – Opaczne – Jałowiec – Czerniawa Sucha – Lachów Groń – Koszarawa. Czas przejścia 6 h, ↓ 6:05 h.

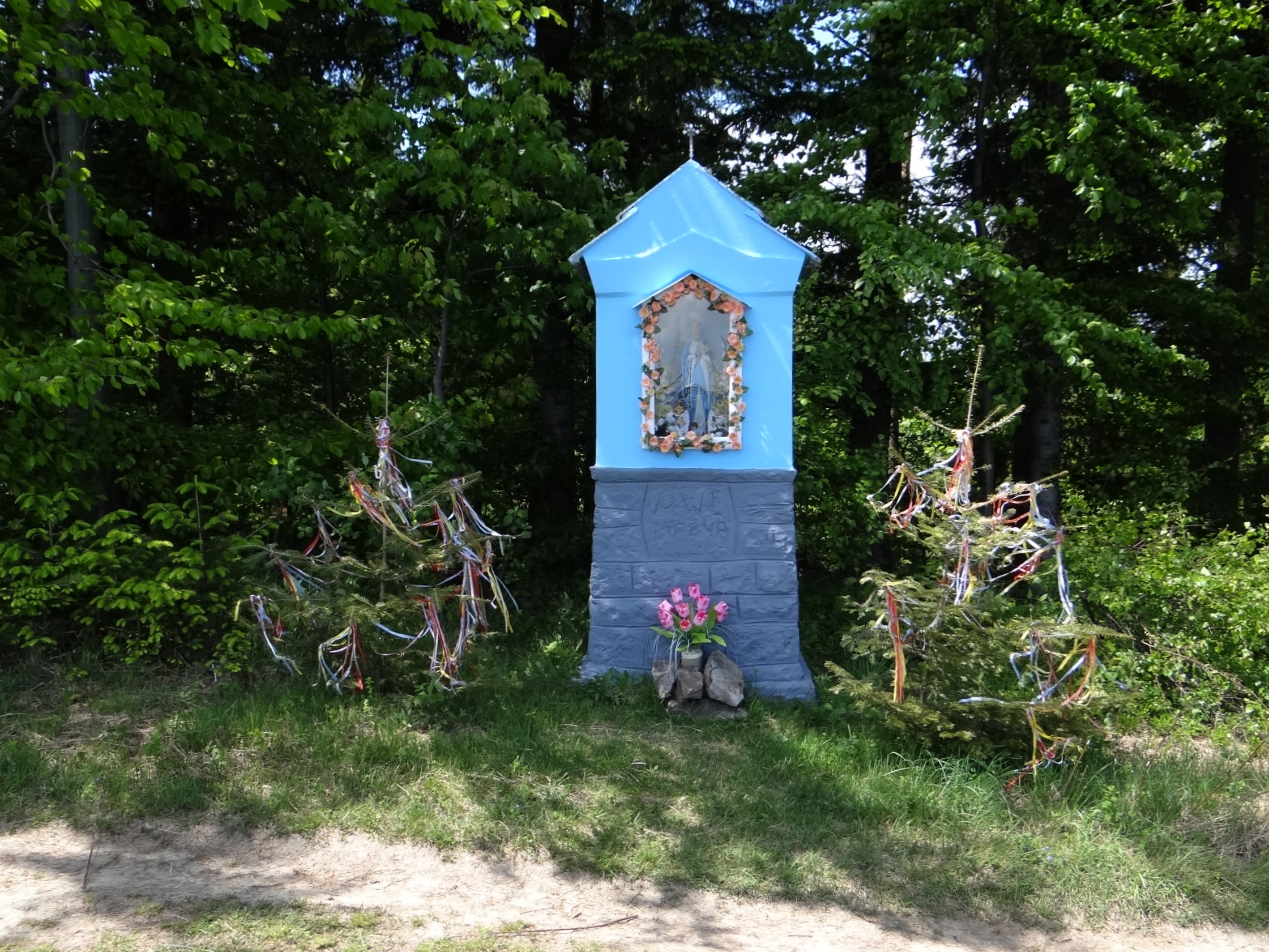
Kapliczka pod Solniskiem